# Champion of Lost Causes
Champion of Lost Causes er en amerikansk stumfilm fra 1925 instrueret af Chester Bennett.

## Medvirkende
- Edmund Lowe som Loring
- Barbara Bedford som Beatrice Charles
- Walter McGrail som Zanten / Dick Sterling
- Jack McDonald som Joseph Wilbur
- Alec B. Francis som Peter Charles